# حارة النصر (صنعاء)

تعديل مصدري - تعديل

حارة النصر هي إحدى حارات حي شعوب بمديرية شعوب إحد مديريات العاصمة اليمنية صنعاء، بلغ تعداد سكانها 393 نسمة حسب تعداد اليمن لعام 2004.